# Pindari Dam
Pindari Dam är en dammbyggnad i Australien. Den ligger i kommunen Inverell och delstaten New South Wales, i den sydöstra delen av landet, omkring 500 kilometer norr om delstatshuvudstaden Sydney. Pindari Dam ligger 514 meter över havet.
Trakten runt Pindari Dam är nära nog obefolkad, med mindre än två invånare per kvadratkilometer.. Närmaste större samhälle är Ashford, omkring 18 kilometer nordväst om Pindari Dam.
I omgivningarna runt Pindari Dam växer huvudsakligen savannskog. Genomsnittlig årsnederbörd är 883 millimeter. Den regnigaste månaden är januari, med i genomsnitt 140 mm nederbörd, och den torraste är augusti, med 35 mm nederbörd.